# 下町ロケット (WOWOWのテレビドラマ)
『下町ロケット』（したまちロケット）は、2011年8月21日から9月18日まで毎週日曜日22時 - 23時に、WOWOW「連続ドラマW」で放送されたテレビドラマ。主演は三上博史。初回は無料放送された。
「空飛ぶタイヤ」のスタッフが贈る社会派ドラマ第2弾。
2012年、第29回ATP賞テレビグランプリ2012ドラマ部門・優秀賞を受賞した。
2016年1月10日にWOWOWプライムで「連続ドラマW 下町ロケット」が一挙放送され、2023年7月4日からBS日テレで毎週火曜日に放送された。

## キャスト

### つくだ製作所
佃航平
演 - 三上博史
つくだ製作所社長。宇宙科学開発機構の元研究員。
江原春樹
演 - 池内博之
つくだ製作所 営業部 係長。若手社員のリーダー格。
真野賢作
演 - 綾野剛
つくだ製作所 技術部。航平の方針に強く反発。
山崎光彦
演 - 松尾諭
つくだ製作所 技術開発部 部長。
津野薫
演 - 光石研
つくだ製作所 営業部 部長。
殿村直弘
演 - 小市慢太郎
つくだ製作所 経理部 部長。銀行からの出向。
田辺篤
演 - 井上高志
つくだ製作所の顧問弁護士。特許裁判には不慣れ。

### 航平の家族
佃利菜
演 - 美山加恋
航平の一人娘。航平に反発し、家を出て母親の下に行く。
佃和枝
演 - 長内美那子
航平の母親。利菜を育てた。

### 帝国重工
鈴木智美
演 - 原田夏希
帝国重工 広報部。江原の恋人。
富山敬治
演 - 眞島秀和
帝国重工 宇宙航空部 主任。水原本部長の腹心。
浅木誠一
演 - 忍成修吾
帝国重工の技術者。誠実で実直。つくだ製作所の優秀さを素直に認める。
田村
演 - 野間口徹（第4話）
帝国重工 社員。

水原重治
演 - 升毅
帝国重工 宇宙航空部 本部長。
藤間秀樹
演 - 田村亮
帝国重工 社長。
財前道生
演 - 渡部篤郎
帝国重工 宇宙航空部 部長。父親が町工場を経営していた。

### 宇宙科学開発機構
本木孝
演 - 堀部圭亮
宇宙科学開発機構 研究員。航平の元同僚。
大場一義
演 - 古谷一行（特別出演）
宇宙科学開発機構 教授。
和泉沙耶
演 - 水野真紀
宇宙科学開発機構 研究員。航平の元妻。

### ナカシマ精機
三田公康
演 - 佐藤二朗
ナカシマ精機 法務担当マネージャー。財前の後輩。
大川京一
演 - 小木茂光
大川総合法律事務所 代表。ナカシマ精機 顧問弁護士。神谷のかつての上司。

### その他
神谷涼子
演 - 寺島しのぶ
神谷法律事務所弁護士。航平の元妻・沙耶の同級生。原作では男性の神谷修一に相当する。
財前冬美
演 - 奥田恵梨華
財前の妻。心臓が悪い。一刻も早く「夫のロケット」を見たいと願う。
岩崎
演 - 螢雪次朗
神谷が大川事務所にいた時に倒産に追い込んだ会社の社長。
裁判官
演 - 相島一之
ナカシマ精機とつくだ製作所の間で行なわれた裁判を担当。
須田
演 - 津田寛治
企業投資会社バースパートナーズ。本木の紹介で航平につくだ製作所売却を持ちかける。
根木節生
演 - 阿南健治
白水銀行 大森支店長。つくだ製作所への融資を渋る。
テレビリポーター
演 - 羽田沙織

## スタッフ
- 原作 - 池井戸潤『下町ロケット』（小学館刊）[7][8]
- 監督 - 鈴木浩介、水谷俊之
- 脚本 - 前川洋一
- 音楽 - 羽岡佳
- エンディングテーマ - エルヴィス・コステロ「スマイル」（ユニバーサルインターナショナル）
- 撮影 - 柳田裕男
- 照明 - 宮尾康史
- 録音 - 重松健太郎
- 編集 - 石川浩通
- 美術 - 乙竹恭慶
- 衣裳 - 冨樫理英、工藤あずさ
- サウンドデザイン - 石井和之
- 取材協力 - 富士精工
- ロケット技術指導 - 名村栄次郎（JAXA）、黒須明英（JAXA）
- 地域産業指導 - 石井芳明（経済産業省）
- エンジンバルブ指導 - 堤正明（富士精工）
- 工作技術指導 -杉本久雄（東京都立城南職業能力開発センター）
- 医療指導 - 佐々木理恵、渡邊絵美
- 法律指導 - 鈴木喜久子（九段法律事務所）、五十嵐康之（九段法律事務所）
- VFXプロデューサー - 城戸久倫
- 技術協力 - オムニバス・ジャパン
- 美術協力 - 東京美工
- プロデューサー - 青木泰憲、土橋覚
- 制作協力 - 東阪企画
- 協力 - JAXA、大田区
- 製作著作 - WOWOW

## 放送日程
| 放送回 | 放送日        | 監督     |
| ------ | ------------- | -------- |
| 第1話  | 2011年8月21日 | 鈴木浩介 |
| 第2話  | 8月28日       | 鈴木浩介 |
| 第3話  | 9月04日       | 水谷俊之 |
| 第4話  | 9月11日       | 水谷俊之 |
| 最終話 | 9月18日       | 鈴木浩介 |

| WOWOW 連続ドラマW枠                                 | WOWOW 連続ドラマW枠                      | WOWOW 連続ドラマW枠                               |
| 前番組                                              | 番組名                                   | 次番組                                            |
| --------------------------------------------------- | ---------------------------------------- | ------------------------------------------------- |
| CO 移植コーディネーター （2011年3月20日 - 4月17日） | 下町ロケット （2011年8月21日 - 9月18日） | パンドラIII 革命前夜 （2011年10月2日 - 11月20日） |